# Trucy-sur-Yonne
Trucy-sur-Yonne är en kommun i departementet Yonne i regionen Bourgogne-Franche-Comté i norra Frankrike. Kommunen ligger i kantonen Coulanges-sur-Yonne som tillhör arrondissementet Auxerre. År 2022 hade Trucy-sur-Yonne 133 invånare.

## Befolkningsutveckling
Antalet invånare i kommunen Trucy-sur-Yonne
| Referens: INSEE |